# Амвросий (Дворниченко)
Амвросий (в миру Анатолий Дворниченко; род. 24 августа 1948, Ленинград) — бывший епископ РПЦЗ(В-В), носивший титул «епископ Денверский, викарий Западно-Американской Епархии». бывший секретарь Архиерейского Синода РПЦЗ(В-В).

## Биография

### В СССР
В 1972 году окончил Ленинградский институт инженеров железнодорожного транспорта и работал младшим научным сотрудником Всероссийского аккумуляторного института.
Был крещён в 1978 году в Ленинграде в храме Русской православной церкви.

### В РПЦЗ
В 1981 году эмигрировал из СССР в США, где стал прихожанином храма Всех святых в земле Российской просиявших, в Денвере, штат Колорадо.
В 1984 году был пострижен в чтеца архиепископом Чикагским Алипием (Гамановичем).
В 1985 году вступил в братство Свято-Троицкого монастыря в Джорданвилле, где принял монашество (даты монашеского пострига в автобиографии он не указывает). Окончил Свято-Троицкую семинарию в Джорданвилле со степенью бакалавра богословия; согласно его автобиографии — в 1988 году, по другим данным — в 1991 году.
По её окончании Свято-Троицкой семинарии нёс послушание в монастырской типографии, являясь также преподавателем Ветхого Завета и патрологии в Свято-Троицкой семинарии.
Архиепископом Сиракузским Лавром (Шкурлой) был поставлен в иподиакона, а затем рукоположён в иеродиакона, но дат этих событий в автобиографии он также не называет. Известно только, что в 1994 году он был просто монахом, а не иеродиаконом.
В 1997 году, протестуя против возобновления неофициальных переговоров с Московским патриархатом, которые начал архиепископ Марк (Арндт), стал одним из насельников Свято-Троицкого монастыря в Джорданвилле которые восприняли это резко негативно. Как значится в Протоколе № 3 Заседания Архиерейского Собора РПЦЗ от 24 апреля/7 мая 1998 года, «Рясофорный монах Борис и несколько его сторонников без благословения опубликовали статью и публично бунтовали, не появляясь ни в храме, ни в трапезе, когда в монастырь прибыли: Архиепископ Марк, а также сербский епископ Артемий [Радосавлевич]. Ряс. мон. Борис (Ефремов), иеродиакон Амвросий (Дворниченко), иеромонах Паисий (Малыхин) и ряс. мон. Олег (Целищев) отделились от братии Свято-Троицкого монастыря и переехали на жительство в Магопакский монастырь. Архиеп. Лавр и другие клирики монастыря не смогли их убедить в их неправоте. На них было наложено запрещение за своевольное поведение. В духовном плане они подпали под бесовское обольщение, считая себя чистыми, то есть кафарами». Через некоторое время Борис (Ефремов) написал письмо, прося прощения, и архиепископ Лавр (Шкурла) снял прещение. После Пасхи 1998 года запрещения были сняты и с остальных взбунтовавшихся монахов, которых архиепископ Лавр передал на попечение митрополита Виталия (Устинова). После снятия запрещения они какое-то время служили в магопакском храме.

### В РПЦЗ(В-В)
Его биография с 1998 по 2011 годы неизвестна. В автобиографии про этот период он написал только то, что «своим архиереем всегда считал митрополита Виталия, а затем архиепископа Владимира», что означает, что осенью 2001 года он покинул РПЦЗ, примкнув к оформившейся тогда же РПЦЗ(В), формальным главой которой стал митрополит Виталий (Устинов), а в ходе дальнейших расколов в ней, он остался в той её части, которая возглавлялась Владимиром (Целищевым). Однако где он служил в этот период (и служил ли вообще) неизвестно; так в списке приходов и клириков РПЦЗ(В), опубликованном в 2004 году его имя не значится.
20 марта 2011 года в приходе преподобного Серафима Саровского в Монреале был рукоположён в сан иеромонаха архиепископом Сан-Францисским и Западно-Американским Владимиром (Целищевым).
3 октября 2011 года решением Архиерейского Собора РПЦЗ(В-В) избран епископом с титулом Денверский, викарий Западно-Американской Епархии.
6 октября 2011 года решением того же собора назначен главным редактором возобновлённого журнала «Православное обозрение». В тот же день избран секретарём Архиерейского Синода РПЦЗ(В-В).
7 октября 2011 года решением того же собора по предложению Владимира (Целищева) включён в состав «Богословской комиссии».
8 октября 2011 года в Преображенском мужском скиту в Мансонвилле, Канада, было совершено наречение во епископа иеромонаха Амвросия.
9 октября там же хиротонисан во епископа Денверского, викария Западно-Американской епархии. Хиротонию совершили: архиепископ Сан-Францисский и Западно-Американский Владимир (Целищев), епископ Владивостокский и Дальневосточный Анастасий (Суржик), епископ Санкт-Петербургский и Северо-Русский Виктор (Парбус), епископом Васильковский Тихон (Антонов), епископ Истринский и Южно-Российский Мартин (Лапковский), епископ Марсельский и Западно-Европейский Кассиан (Мухин). После его хиротонии число архиереев РПЦЗ(В-В) достигло восьми. Григорий (Лурье) характеризовал его в 2011 году как человека «без особой известности и особой энергичности».
30 сентября 2013 года решением Архиерейского Синода РПЦЗ(В-В) избран постоянным членом Архиерейского синода РПЦЗ(В-В).
4 октября 2015 года наряду с епископом Тихоном (Антоновым) избран секретарём Архиерейского собора РПЦЗ(В-В), прошедшего с 4 по 11 октября 2015 года, единогласным решением прибывших на него иерархов РПЦЗ(В-В).
18 сентября 2019 года решением Архиерейского Собора РПЦЗ(В-В) за подписью четырёх епископов был запрещён в священнослужении на три месяца за «буквалистические, протестантского духа, „толкования“ Священного Писания», которые «граничат с ересью, кощунством и хулой на Духа Святаго» и освобождён от должности секретаря Архиерейского Синода. «В случае его нераскаянности до конца этого периода, будет поставлен вопрос о лишении его священного сана».
28 июня 2020 года решением Архиерейского синода РПЦЗ(В-В) епископ Амвросий (Дворниченко) был лишён сана. Прещений не признал, продолжает служить, не находясь в какой либо юрисдикции.

## Труды
- монах Амвросий (Дворниченко) К какому единству стремится Московская Патриархия. — Джорданвилль, 1994.
- иеродиакон Амвросия (Дворниченко), «О благодатности истинного христианства». — Holy Trinity Monastery, Jordanville 1997. — P. 1. (Hierodeacon Amvrosy, Concerning the Grace of True Christianity)
- Речь Иеромонаха Амвросия (Дворниченко) при наречении во Епископа Денверского
- Путь предательства // ЖЖ Северо-Русская Епархии РПЦЗ(В-В). — 2014-12-31